# Коутс, Джордж Джеймс
Джордж Джеймс Коутс (англ. George James Coates; 1869—1930) — австралийский художник.

## Биография
Родился 8 августа 1869 года в городе Emerald Hill, ныне Южный Мельбурн, в семье Джона Коутса, художника-литографа английского происхождения, и его жены Элизабет, дочери Эфраима Ирвина, приехавшего из Ирландии. Отец умер, когда мальчику было восемь лет.
Джон получил образование в гимназии St James Grammar School, затем в возрасте 15 лет стал учеником на предприятии стеклодувов «Messrs. Ferguson and Urie». Одновременно посещал школу North Melbourne school of design, затем присоединился к вечерним занятиям в мельбурнской школе National Gallery of Victoria Art School, где его преподавателем был Фредерик Мак-Каббин. Однако из-за работы его занятия были непостоянными.
Обучаясь в National Gallery, Коутс завоевывал первые призы за рисунок и за картины с обнаженной натуры. В числе студентов, с ним обучающихся, были братья Lindsay (Lionel, Norman и Percy), Max Meldrum и George Bell, ставшие впоследствии известными художниками. В 1896 году он выиграл стипендию от Melbourne national gallery travelling и в 1897 году отправился в Европу, как и его коллега-конкурент Дора Мисон, на которой он впоследствии женился. Джордж Коутс поступил в Академию Жюлиана и ощущал себя в Париже счастливым человеком в окружении известных французских художников. В Париже он обручился с Дорой Мисон; брак они отложили из-за отсутствия достаточных средств. В 1900 году австралийский художник покинул Париж и снял студию в Лондоне, где получил работу по созданию рисунков для проекта Historian’s History of the World.

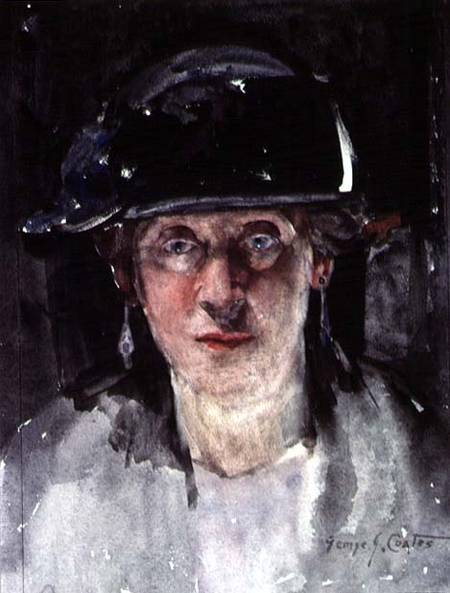
Портрет жены Доры Мисон работы Коутса

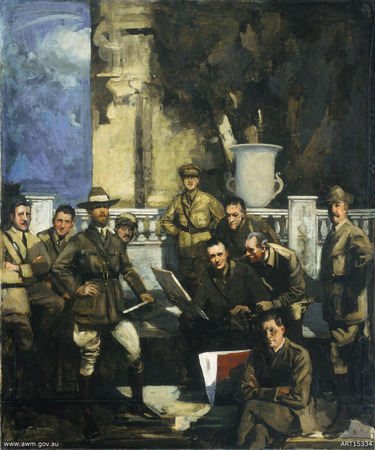
Картина Коутса Australian official war artists, 1916—1918 (см. описание внутри иллюстрации)

23 июля 1903 года Джордж Коутс и Дора Мисон поженились, и для художника началась долгая борьба за признание. Джордж и Дора до конца жизни жили в Англии, периодически навещая Австралию. Коутс выставлялся в художественной галерее города Бендиго, но его работы не привлекали внимания до выставки 1912 года в Королевской академии, где у него было показано три важных полотна — «Arthur Walker and his brother Harold», «Christine Silver» и «Mother and Child» (все работы в настоящее время находятся в музеях Австралии). Успех этих картин привел к некоторым комиссионным, и финансовое положение семьи художников стало легче. Выставка работ во Франции в Société Nationale des Beaux Arts привела к тому, что он был избран ассоциированным членом этого общества, а через несколько лет и полноправным членом. В этот период времени Джордж Коутс заболел и вместе с женой находился на лечении в Европе, восстанавливал здоровье в Италии.
Когда началась Первая мировая война, Коутс присоединился к Территориальной армии британского корпуса Royal Army Medical Corps и работал санитаром, позже был повышен в звании до сержанта. В апреле 1919 года он стал официальным военным художником австралийского правительства, и сделал несколько зарисовок военных сцен. Напряжение военных лет снова сказалось на его здоровье и он был комиссован как больше не пригодный для военной службы. В 1921 году он посетил в Австралию, провёл выставки в главных городах страны, где было продано несколько картин. После возвращения в Англию в 1922 году, последовали напряженные годы живописи, но его здоровье всё ухудшалось.
Умер художник 27 июля 1930 года в Лондоне внезапно от инсульта. Был похоронен на лондонском кладбище Rye cemetery, где позже рядом с Коутсом была похоронена жена.